# 柳滕卡河
柳滕卡河（烏克蘭語：Лютенька），是烏克蘭的河流，位於該國中部，屬於普肖爾河的支流，發源自大巴甫利夫卡東北面，流經波爾塔瓦州，河道全長32公里，流域面積207平方公里。